# Christina Brudereck
Christina Brudereck (* 1969 im Sauerland; früherer Name Christina Riecke) ist eine evangelische Theologin und Autorin. Gemeinsam mit dem Pianisten Benjamin Seipel bildet sie das Duo „2Flügel“.

## Leben und Wirken
Die gebürtige Sauerländerin lebt heute als Schriftstellerin in Essen. Hier gründete sie zusammen mit anderen 1999 das CVJM Gemeindeprojekt e/motion und die Fraueninitiative Sisterhood.
Von 2003 bis Ende 2012 war sie mit dem Schwerpunkt „Spirituelle Sehnsucht“ beim Arbeitskreis Missionarische Kirche (AMK) bei der Evangelischen Kirche im Rheinland (EKIR) angestellt. Hier entstand das Format „Zeit des Meisters“.
Seit 2006 widmet sie sich verstärkt ihrer schriftstellerischen Arbeit. Nachdem ihre ersten beiden Romane in Indien und Birma spielten, ist ihr dritter Roman „Café Mandelplatz“ von ihren Erfahrungen in Südafrika inspiriert. Mit diesem Roman wurde der 2Flügel-Verlag gegründet.
Brudereck hält Vorträge und veranstaltet Lesungen zu ihrem Schwerpunktthema „Spiritualität und Menschenrechtsfragen“. Besonders beschäftigt sie sich mit den Ländern Südafrika, Myanmar und Indien.

## Veröffentlichungen
- Liebe Teresa: Briefwechsel mit einer unbequemen Heiligen. Teresa von Ávila zum 500. Geburtstag, Brunnen Verlag (Gießen) 2015, ISBN 978-3-7655-0919-3.
- Café Mandelplatz, 2Flügel-Verlag, Essen 2015, ISBN 978-3-00-050698-7.
- Worte meines Herzens: Gebete für Frauen, Neukirchener Verlagsgesellschaft, Neukirchen-Vluyn 2015, ISBN 978-3-7615-6190-4.
- Gesegnete Mahlzeit, Tischgebete und Küchengeschichten aus aller Welt, SCM Collection, Witten 2015, ISBN 978-3-7893-9773-8.
- Liebe und lass dich lieben, SCM Collection, Witten 2014, ISBN 978-3-7893-9705-9.
- Weihnachten – heilige Unterbrechung: Geschichten & Gebete, Präsenz-Verlag, Hünfelden-Gnadenthal 2011, ISBN 978-3-87630-217-1.
- Frauenvertrauen, SCM Collection, Witten 2011, ISBN 978-3-7893-9505-5.
- Durchatmen, Gerth Medien, Aßlar 2010, ISBN 978-3-86591-534-4.
- Ankommen, wo ich geborgen bin, Brunnen-Verlag, Gießen 2009, ISBN 978-3-7655-1708-2.
- Familie Mensch, Joh. Brendow & Sohn Verlag, Moers 2008, ISBN 978-3-86506-238-3.
- Über mich selbst hinaus, SCM R. Brockhaus, Wuppertal 2008, ISBN 978-3-417-26254-4.
- Wo ist denn eigentlich Gott?: neue Antworten auf Fragen rund um den Glauben, Brendow Verlag, Moers 2008, ISBN 978-3-86506-217-8.
- Chandani, Brendow Verlag, Moers 2008, ISBN 978-3-86506-210-9.
- Alles in mir sehnt sich ... Über die Liebe, Brendow Verlag, Moers 2007, ISBN 978-3-86506-183-6.
- dazwischen Funken. Neue Gedichte zum Glauben, SCM Collection, Witten 2007, ISBN 978-3-7893-9007-4.
- Blumensegen. Was Blumen dir wünschen, Brunnen-Verlag, Gießen 2007, ISBN 978-3-7655-6462-8.
- Seidenkinder, Brendow Verlag, Moers 2006, ISBN 978-3-86506-144-7.
- Mutanfall. Gedichte zum Glauben, SCM Collection, Witten 2006, ISBN 978-3-7893-7475-3; als CD vom SCM ERF Verlag, Witten 2007, ISBN 978-3-86666-006-9.
- Days of Grace, Brunnen Verlag, Gießen 2004, ISBN 978-3-7655-3769-1.
- Sisterhood – Was Frauen einander bedeuten, SCM R. Brockhaus, Wuppertal 2002, ISBN 978-3-417-24774-9.
- Wer geht mit nach Ninive? Anstöße zur Jugendevangelisation, Aussaat-Verlag, Neukirchen-Vluyn 2002, ISBN 978-3-7615-5243-8.
- Gott, meine schwarze große Schwester. Frauen aus Afrika lesen die Bibel, Aussaat-Verlag, Neukirchen-Vluyn 1999, ISBN 978-3-7615-4987-2.

als Mitautorin
- Wo Glaube ist, da ist auch Lachen: kabarettistische Leckerbissen zur Reformation (mit Fabian Vogt u. a.), Evangelische Verlagsanstalt, Leipzig 2016, ISBN 978-3-374-04564-8.
- Reformation des Herzens. Eine vierwöchige Reise zurück zu den Wurzeln (mit Jürgen Mette), SCM R. Brockhaus, Wuppertal 2016, ISBN 978-3-417-26727-3.
- Aufmachen: Wie wir heute Kirche von morgen werden (mit Kisuba Kateghe, Endri Sulaksono und Claudia Währisch-Oblau), Aussaat-Verlag, Neukirchen-Vluyn 2013, ISBN 978-3-7615-6011-2.
- *1969: 15 Zwischenbilanzen zum Vierzigsten (mit Joachim Stängle (Hrsg.)), SCM R. Brockhaus, Witten 2008, ISBN 978-3-417-26255-1.